# Dandakosaurus
Genre
Espèce
Dandakosaurus (signifiant « lézard de Dandakaranya (en) ») est un genre fossile de dinosaures théropodes du Jurassique inférieur retrouvé dans l'Andhra Pradesh, en Inde. L'espèce-type, D. indicus, a été décrite et nommée par P. Yadagiri en 1982,. Elle est basée sur des fragments de pubis fossilisés.
Considéré incertae sedis ainsi que nomen dubium,, par certains paléontologues, il pourrait appartenir aux Ceratosauridae ou être à la base des Tetanurae.